# Aghaboe
Aghaboe (irisch Achadh Bhó, dt. „Feld (der) Kühe“) liegt im County Laois, Irland. Die Gemeinde geht auf die Gründung des gleichnamigen Klosters um 560 durch Cainnech (525–598) zurück.

## Geographische Lage

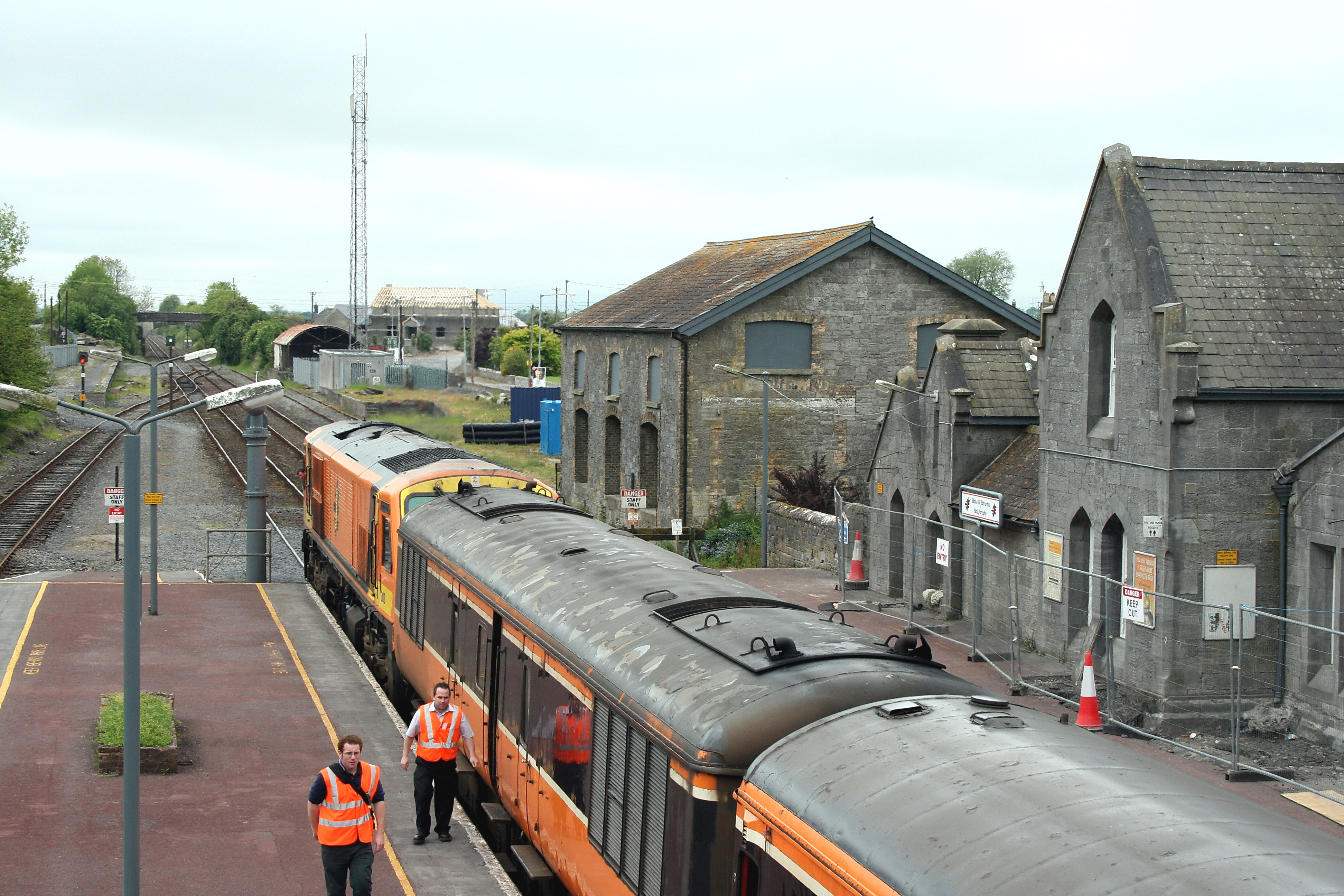
Haltestelle der Córas Iompair Éireann in Ballybrophy

Das Gemeindegebiet liegt westlich von Abbeyleix, südöstlich von Roscrea und nördlich von Rathdowney. Es erstreckt sich von Borris-in-Ossory im Nordwesten zum Townland Gortnaclea im Osten und bis Ballybrophy und Ballycolla im Süden. Das Gemeindegebiet wird in West-Ost-Richtung durchschnitten durch die M7 zwischen Dublin und Limerick. Die wichtigste lokale Verbindungsstraße ist die R434. In Ballybrophy befindet sich eine Haltestelle der irischen Bahn mit Anschlüssen nach Cork, Dublin und Limerick. Wie es bereits der irische Name Achadh Bhó andeutet (übersetzt: Kuhweide), handelt es sich beim Gemeindegebiet überwiegend um sanft hügeliges Weideland, das südlich des River Nore und südöstlich des River Gully aufsteigt und in Knockseera mit 187 m seine höchste Erhebung findet.
Im frühen Mittelalter lag das Land am nördlichen Ende des Königreichs von Ossory, und das Kloster zählte zu dessen wichtigsten kirchlichen Stätten neben Seirkieran und Kilkenny, die alle zeitweise Sitz des gleichnamigen Bistums waren. Zu dieser Zeit durchquerte die Fernstraße Slige Dála von Tara nach Limerick das Gemeindegebiet.

## Geschichte
Zu den frühesten Zeugnissen der Besiedelung auf dem Gemeindegebiet gehören ein Hügelgrab, das 1907 im Townland Aghaboe dokumentiert wurde, und zwei bronzezeitliche Kochstellen (fulachta fiadh) in Fearagh und Ballygeehin Lower, die jedoch bereits 1955 bzw. 1979 eingeebnet worden sind. Ein künstlicher Hügel mit möglichen Spuren eines Hügelgrabs befindet sich in Farraneglish Glebe. Noch als solche erkennbare Raths aus frühchristlicher Zeit finden sich u. a. in Ballycolla und Tintore.
Größere Bedeutung erlangte das Gebiet jedoch erst durch die Klostergründung um 560 durch Cainnech. Von ca. 1052 bis 1111 und von 1152 bis 1190 wurde Aghaboe zum Bischofssitz von Ossory. Nach der 1169 beginnenden Invasion Irlands gehörte Aghaboe zu den letzten Gebieten des nördlichen Ossory, die von den Engländern erobert wurde. Zum großen Teil wurde Aghaboe von Strongbow an Adam de Hereford als Lehen vergeben für die Gegenleistung, dass er fünf Ritter zur Verfügung stellte. Das gesamte Ossory, zu dem damals der heutige Süden des County Laois und der Norden des County Kilkenny gehörten, fiel unter die Herrschaft der Marshals. Die bis dahin herrschende irische Familie der MacGillapatricks zog sich in den Norden Ossorys zurück, in die Gegend von Aghaboe, und wurde zu einem Vasallen der Marshals. In dieser Zeit wurde eine Motte in unmittelbarer Nähe des Klosters errichtet zusammen mit einer kleinen befestigten Siedlung, die mit Hilfe englischer Siedler aufblühte. Etwas weiter westlich, im Townland Corraun, sind mit Hilfe von Luftaufnahmen Reste einer mittelalterlichen Siedlung erkennbar.
1346 erhob sich Dermot MacGillapatrick gegen die englischen Besatzer und eroberte am 5. Mai auf sehr blutige Weise die Siedlung in Aghaboe und brannte diese nieder. Es gelang ihm jedoch erst 1359, die zugehörige Burg einzunehmen. Die Familie der MacGillapatricks gründete 1382 das Kloster neu als Haus für die Dominikaner und konnte ihre Macht in Aghaboe bis zur Rückeroberung Irlands im 16. Jahrhundert halten. Ihre Burg errichteten die MacGillapatricks jedoch nicht in Aghaboe, sondern um 1425 weiter südlich in der Nähe des heutigen Orts Cullahill.
Aghaboe sollte ländlich bleiben. Als Siedlungsschwerpunkte bildeten sich später Borris-in-Ossory und Ballycolla heraus. Borris-in-Ossory entwickelte sich an einer 1581 zuerst belegten Burg, die House of Borreidge genannt wurde, dessen Ursprünge wohl aber bis in das 15. Jahrhundert zurückreichten und von der nichts mehr erhalten ist.